# Margot Friedländer (Sängerin)
Margot Erika Hertha Friedländer (auch Friedlaender, verh. Reimann, * 12. März 1917 in Berlin; † 24. Dezember 1998 ebendort) war eine deutsche Jazz- und Schlager-Sängerin.

## Leben und Wirken
Friedländers Gesangstalent wurde besonders von ihrer Mutter gefördert; bereits mit vier Jahren trat sie in Humperdincks Oper Hänsel und Gretel auf und mit neun Jahren sang sie in einem Kinderchor. Da ihr Vater jüdischer Abstammung war, galt sie nach der Ideologie des Nationalsozialismus als Halbjüdin und wurde deshalb im Februar 1940 aus der Reichsmusikkammer ausgeschlossen, in die sie in den späten 1930er Jahren aufgenommen worden war. Im August 1941 wurde sie jedoch wieder aufgenommen; vermutlich wurde sie für die Truppenbetreuung benötigt.: S. 261 Als Sängerin wurde sie auch bei den Propagandaaufnahmen von Charlie and his Orchestra eingesetzt.: S. 248 Von der Truppenbetreuung an der Ostfront wurde sie nach Deutschland zurückgeschickt, da sie fälschlicherweise unter Spionageverdacht stand.: S. 339
Sie trat dann mit Heinz Sandberg in den Hamburger Bars Faun und Trichter auf. Gegen Sandberg wurde Anfang 1944 durch die Gestapo wegen Jazzspiels ermittelt und Anklage erhoben. Friedländer sollte nun Zwangsarbeit leisten, tauchte jedoch unter, nachdem ein italienischer Musiker ihr angeboten hatte, sie in Berlin zu verstecken.: S. 340–341 Im weiteren Verlauf des Jahres 1944 trat sie illegal in Berliner Bars des Quartier Latin wie Orangerie oder Patria auf; unter den Zuhörern war auch der Goebbels-Adjutant Diether von Wedel, ein Jazzanhänger.: S. 199 Zu ihren Fans gehörte außerdem der SS-Obergruppenführer und Polizeipräsident Wolf-Heinrich von Helldorff.
Nach Kriegsende fand sie schnell Anschluss an das Radio Berlin Tanzorchester und sang vorwiegend swingende Lieder, auch mit anderen Orchestern. 1946 entstanden Plattenaufnahmen für Odeon, bei denen sie (teilweise auf Englisch singend) vom Orchester Kurt Widmann begleitet wurde („Bei mir bist du schön“, „Rum und Coca-Cola“). Bekannt wurde sie unter anderem als Interpretin von Kompositionen George Gershwins, Cole Porters und Irving Berlins. Sie tourte in den Nachkriegsjahren unter anderem auch mit Bully Buhlan durch Deutschland.

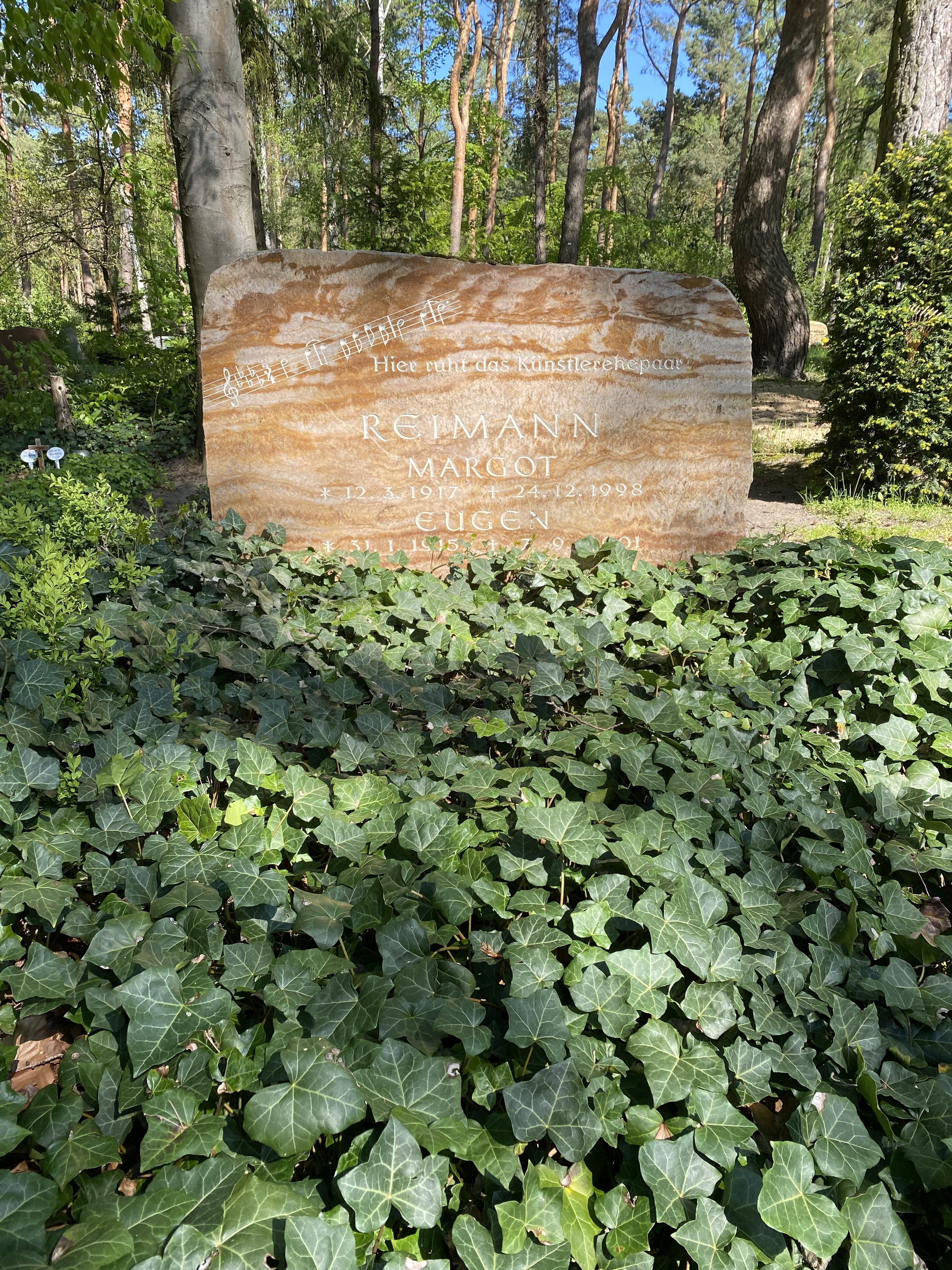
Grabstätte auf dem Waldfriedhof Zehlendorf

Als Solistin arbeitete sie mit zahlreichen Rundfunkunterhaltungsorchestern zusammen, darunter auch mit den Orchestern Kurt Edelhagen, Adalbert Lutter, Gerd Natschinski („The Man I Love“, Amiga 50131) und Kurt Henkels. Zu ihren bekanntesten Titeln gehörten „Wenn die Schwalben ziehen“, „Jeden Abend muss ich zärtlich an dich denken“ (1956), „Was kann der Mond dafür?“ (Odeon 26642, mit Helmut Gardens) oder „Seemann, ich laß dich grüßen“. Als Schauspielerin hatte sie eine Rolle in dem Spielfilm Unter den tausend Laternen (1952, Regie Erich Engel).
Obwohl sie ihren Wohnsitz in West-Berlin hatte, wirkte sie an vielen Rundfunk- und Amiga-Produktionen im Ostteil der Stadt mit. Mit dem Bau der Berliner Mauer 1961 brach diese Möglichkeit weg, was ihre Karriere zunächst einschränkte. Zwei Jahre vor ihrem Tod nahm sie zusammen mit ihrem Mann am Klavier fünf Titel mit dem Mitteldeutschen Rundfunk auf.
Ihre letzte Ruhestätte fand Margot Friedländer auf dem Waldfriedhof Zehlendorf (Feld 060-395).